# Pope megye (Minnesota)
Pope megye az Amerikai Egyesült Államokban, azon belül Minnesota államban található. Megyeszékhelye és legnagyobb városa Glenwood. Lakosainak száma 11 308 fő (2020. április 1.). Pope megye Douglas, Stearns, Swift, Stevens, Grant és Kandiyohi megyékkel határos.

## Népesség
A megye népességének változása:
| Lakosok száma | 10 968 | 10 934 | 10 917 | 10 932 | 11 041 | 11 308 |
|               | 2010   | 2011   | 2012   | 2013   | 2015   | 2020   |